# 千田誠行
千田 誠行（ちだ まさゆき、1967年 - ）は、日本の作家。宮城県出身、神奈川県在住。ゲーム雑誌編集者を経て作家になる。
ゲームクリエイターのイワタカヅトは、徳間書店インターメディア在籍中の部下にあたる。

## 作品リスト
- たいせつなうた 恋する夢歌姫（2002年、全1巻、ムービック、原作:Q-X）
- 蒼天遙かに（2003年、全1巻、ムービック、イラスト:木村明広）
- 果てしなく青い、この空の下で…。（2000年 - 2002年、全3巻、ムービック、TOPCAT、イラスト:たかみち）
- レディ・ジェネラル 淑女騎士団（2006年、GA文庫、全3巻、イラスト:しらゆき昭士郎）
- 天空のリリー（2010年 - 、一迅社文庫、イラスト:まさはる）

### ゲームシナリオ
- DOKI DOKI PRETTY LEAGUE ～ドキドキプリティリーグ～（1997年、PS、XING ENTERTAINMENT）
- 月は東に日は西に 〜Operation Sanctuary〜（2004年、PS2、DC、サブシナリオ、アルケミスト）